# Liste von Persönlichkeiten der Stadt Xanten
Diese Liste von Persönlichkeiten der Stadt Xanten umfasst die Bürgermeister, Ehrenbürger, Söhne und Töchter der Stadt sowie weitere Persönlichkeiten mit Bezug zur Stadt. Die Liste erhebt keinen Anspruch auf Vollständigkeit.

## Ehrenbürger
Die Stadt Xanten und die bis 1969 selbstständigen Gemeinden Marienbaum und Wardt verliehen folgende Ehrenbürgerschaften:
- 1895: Otto von Bismarck (1815–1898), Reichskanzler
- 1926: Johann Langenberg († 1931), Pfarrer
- 1928: Günter van Endert († 1958), Politiker (Landrat)
- 1960: Heinrich Hegmann (1885–1970), Politiker (Landtagsabgeordneter)
- 1962: Margarete Underberg († 1986), Unternehmerin
- 1963: Matthias Kempkes († 1964), Pfarrer
- 1977: Walter Bader (1901–1986), Archäologe und Denkmalschützer
- 1999: Heinz Trauten († 2017), Stadtdirektor a. D.

## In Xanten geborene Persönlichkeiten
- 1080/85, Norbert von Xanten († 1134), Heiliger, Erzbischof von Magdeburg und Gründer des Prämonstratenserordens
- 1230, Gottfried Hagen († 1299), Kölner Stadtschreiber
- 1411, Gert van der Schuren († 1496), Sekretär und Chronist der Herzöge von Kleve
- 1469, Johann Ingenwinkel († 1535), päpstlicher Abbreviator
- 1767, Diederich Friedrich Carl von Schlechtendal († 1842), Botaniker, Jurist, Polizeipräsident in Berlin und Chefpräsident des Oberlandesgerichts Paderborn
- 1794, Diederich Franz Leonhard von Schlechtendal († 1866), Botaniker
- 1823, Heinrich Wilhelmi (1823–1902), Maler der Düsseldorfer Schule
- 1828, Georg Bleibtreu († 1892), Schlachtenmaler
- 1829, Johannes Janssen († 1891), Historiker
- 1832, August von Haeften († 1871), preußischer Staatsarchivar
- 1837, Heinrich Winchenbach († 1929), Senatspräsident am Reichsgericht
- 1842, Gustav von Hochwächter († 1919), Offizier und Landrat
- 1853, Leopold Wilhelmi († 1904), Jurist und Statistiker
- 1859, Carl Reinhertz († 1906), Geodät
- 1868, Otto Schmitz-Hübsch († 1950), Obstbaupionier und Züchter
- 1868, Theodor Remy († 1946), Agrarwissenschaftler
- 1870, Hans von Haeften († 1937), Generalmajor und Leiter des Reichsarchivs
- 1876, Paul Steiner († 1944), Archäologe
- 1885, Heinrich Hegmann († 1970), Politiker
- 1895, Leo Kreisch († 1977), Vizeadmiral
- 1929, Kaspar Elm († 2019), Kirchenhistoriker
- 1935, Reinhart Maurer, Philosoph
- 1952, Karl Timmermann, Musiker
- 1953, Julia Obladen-Kauder, Archäologin
- 1955, Günter Overfeld, Diplomat
- 1955, Andreas Doms († 2014), Journalist und Hörfunkmoderator
- 1958, Klaus Evertz, Kunsttherapeut
- 1963, Klaus Girnus, Künstler
- 1964, Frank Pietrzok, Politiker
- 1974, Dorothe Ingenfeld, Opernsängerin
- 1995, Simon Below, Jazzmusiker
- 1995, Anna Wellmann, Fußballtorhüterin
- 1998, Alexander Möller, Basketballspieler

## Bekannte Einwohner und mit Xanten verbundene Persönlichkeiten
- um 45 v. Chr., Marcus Caelius († vermutlich 9 n. Chr.), Centurio der römischen Legio XVIII
- 6. Jahrhundert, Everigisil, Bischof von Köln, ließ die erste Kirche im Stadtgebiet errichten
- um 1055, Hermann III. von Hochstaden († 1099), Erzbischof von Köln, Propst in Xanten
- 11. Jahrhundert, Gebhard III. von Zähringen († 1110), Bischof von Konstanz, Propst in Xanten
- 11. Jahrhundert, Gottfried von Xanten († nach 1135), Propst in Xanten
- um 1098, Arnold II. von Wied († 1156 in Xanten), Erzbischof von Köln
- um 1120, Rainald von Dassel († 1167), Erzbischof von Köln, Propst von Xanten
- 12. Jahrhundert, Siegfried von Paderborn († 1188), Bischof von Paderborn, Propst in Xanten
- 12. Jahrhundert, Otto I. von Geldern († 1215), Bischof von Utrecht, Propst in Xanten
- 14. Jahrhundert, Reinhard von Hanau († 1369), Kleriker, Propst in Xanten
- 14. Jahrhundert, Hugo von Hervorst († 1399), Generalvikar, Propst in Xanten
- 1391, Heinrich II. von Moers († 1450), Bischof von Münster, Propst in Xanten
- 1405, Pius II. († 1464), Papst, Propst in Xanten
- vor 1424, Arnold Heymerick († 1491 in Xanten), päpstlicher Abbreviator, Dekan in Xanten
- 1457, Maria von Burgund († 1482), Herzogin von Burgund, Gründerin des Marienbaumer Birgittenklosters
- 1503, Johannes Gropper († 1559), Theologe, Dekan in Xanten
- 1519, Kaspar Gropper († 1594), Theologe, Dekan in Xanten
- 1520, Stephanus Winandus Pighius († 1604 in Xanten), Humanist
- 1562, Johann Wilhelm von Jülich-Kleve († 1609), Bischof von Münster, Propst in Xanten
- 1589, Johann Sternenberg († 1662), Weihbischof in Münster, Propst in Xanten
- 1590, Werner Teschenmacher († 1638 in Xanten), reformierter Theologe
- 1630, Johann von Alpen († 1698), Generalvikar, Propst in Xanten
- 1739, Cornelis de Pauw († 1799 in Xanten), Kulturphilosoph
- 1767, Philipp Houben († 1855 in Xanten), Altertumsforscher
- 1803, Wilhelm Josef Sinsteden († 1891 in Xanten), Mediziner und Physiker
- 1855, Ferdinand von Wolff-Metternich († 1919 in Xanten), Reichstagsabgeordneter
- 1854, Engelbert Humperdinck († 1921), Komponist, lebte zeitweise in Xanten
- 1878, Winston Churchill († 1965), Besuch 23, 24. März 1945  anlässlich der Operation Plunder der Rhein Überquerung Xanten, Bislich.
- 1881, Erich Eckert, Autor und Regisseur von Fest- und Mysterienspielen
- 1885, Josef Hehl († 1953 in Xanten), Keramikkünstler
- 1885, Heinrich Plönes († 1956), Schriftsteller, Lehrer in Xanten
- 1887, Otto Marx († 1963), Maler, lebte zeitweise in Xanten
- 1896, Carl Josef Barth († 1976), Maler, lebte zeitweise in Xanten
- 1889, Mathilde Gantenberg († 1975), Politikerin, Studienrätin in Xanten
- 1900, Emil Barth († 1958), Schriftsteller, lebte zeitweise in Xanten
- 1901, Harald Braun († 1960 in Xanten), Regisseur
- 1901, Walter Bader († 1986 in Xanten), Archäologe und Denkmalschützer
- 1913, Wilhelm Ziegenfuß († 1986), Landtagsabgeordneter, lebte zeitweise in Xanten
- 1924, Herbert Zangs († 2003), Künstler, lebte zeitweise in Xanten
- 1929, Werner Böcking, archäologischer Zeichner, wohnhaft in Xanten
- 1929, Willi Fährmann, Jugendbuchautor, wohnhaft in Xanten
- 1932, Heinrich Janssen († 2021), Weihbischof mit Sitz am Xantener Dom
- 1943, Alfred Wittinghofer, Chemiker, Abitur in Xanten
- 1943, Dieter Geuenich, Historiker, ehem. Direktor der Niederrhein-Akademie in Xanten und Herausgeber der Xantener Vorträge
- 1943, Ilse Falk, Politikerin, MdB, wohnhaft in Xanten
- 1947, Elfie Kluth, († 2008) Jazz- und Chansonsängerin, Theaterpädagogin, Gesangslehrerin, Autorin und Niederrhein-Kabarettistin in Xanten
- 1956, Tom Fährmann, Kameramann, Abitur in Xanten
- 1958, Paul Schönewald, Kunsthändler, zeitweise in Xanten tätig
- 1959, Michael Blaszczyk, Künstler, wohnhaft in Xanten
- 1960, Armin Reutershahn, Fußballspieler und -trainer, ehemals bei TuS Xanten
- 1961, Thomas Brezinka, Musikwissenschaftler und Dirigent, Leiter der Dom-Musikschule
- 1961, Ulrich Moennig, Philologe, Abitur in Xanten
- 1962, Hubertine Underberg-Ruder, Unternehmerin, Abitur in Xanten
- 1962, Wilfried Theising, Weihbischof mit Sitz am Xantener Dom
- 1965, Christoph Brüx, Komponist und Musikproduzent, Abitur in Xanten
- 1969, Jens Petersen, Jurist, Abitur in Xanten
- 1969, Anne Gesthuysen, Fernsehmoderatorin, Abitur in Xanten
- 1970, Marc-Oliver Hendriks, Rechtswissenschaftler, Abitur in Xanten
- 1971, Nicola Ransom, Schauspielerin, Abitur in Xanten
- 1971, Suzie Kerstgens, Sängerin, Abitur in Xanten
- 1979, Ina Reinders, Triathletin, ehemals bei TuS Xanten
- 1982, Marc Torke, Moderator und Unternehmer, wohnhaft in Xanten